# Elmer Martínez
Elmer Martínez (Usulután, 3 gennaio 1975) è un ex calciatore salvadoregno, di ruolo difensore.

## Carriera

### Nazionale
Ha debuttato in Nazionale il 9 febbraio 2000, nell'amichevole Honduras-El Salvador (5-1). Ha messo a segno la sua prima rete con la maglia della Nazionale il 16 aprile 2000, in Belize-El Salvador (1-3), siglando la rete del momentaneo 0-2 al minuto 51. Ha partecipato, con la Nazionale, alla CONCACAF Gold Cup 2002. Ha collezionato in totale, con la maglia della Nazionale, 29 presenze e due reti.

## Palmarès

### Club

#### Competizioni nazionali
- Campionato salvadoregno di calcio: 1

Águila: 2005-2006